# Grand Prix Rakouska 2025
Grand Prix Rakouska 2025 (oficiálně Formula 1 MSC Cruises Austrian Grand Prix 2025) se jela na okruhu Red Bull Ring ve Spielbergu v Rakousku dne 29. června 2025. Závod byl jedenáctým v pořadí v sezóně 2025 šampionátu Formule 1.

## Kvalifikace
Kvalifikace se uskutečnila 28. června 2025 v 16:00 místního času (UTC+2).
| Poř.                        | Č. | Jezdec                | Konstruktér                  | Časy v kvalifikaci | Časy v kvalifikaci | Časy v kvalifikaci | Pořadí na startu |
| Poř.                        | Č. | Jezdec                | Konstruktér                  | Q1                 | Q2                 | Q3                 | Pořadí na startu |
| --------------------------- | -- | --------------------- | ---------------------------- | ------------------ | ------------------ | ------------------ | ---------------- |
| 1                           | 4  | Lando Norris          | McLaren-Mercedes             | 1:04.672           | 1:04.410           | 1:03.971           | 1                |
| 2                           | 16 | Charles Leclerc       | Ferrari                      | 1:05.197           | 1:04.734           | 1:04.492           | 2                |
| 3                           | 81 | Oscar Piastri         | McLaren-Mercedes             | 1:04.966           | 1:04.556           | 1:04.554           | 3                |
| 4                           | 44 | Lewis Hamilton        | Ferrari                      | 1:05.115           | 1:04.896           | 1:04.582           | 4                |
| 5                           | 63 | George Russell        | Mercedes                     | 1:05.189           | 1:04.860           | 1:04.763           | 5                |
| 6                           | 30 | Liam Lawson           | Racing Bulls-Honda RBPT      | 1:05.017           | 1:05.041           | 1:04.926           | 6                |
| 7                           | 1  | Max Verstappen        | Red Bull Racing-Honda RBPT   | 1:05.106           | 1:04.836           | 1:04.929           | 7                |
| 8                           | 5  | Gabriel Bortoleto     | Kick Sauber-Ferrari          | 1:05.123           | 1:04.846           | 1:05.132           | 8                |
| 9                           | 12 | Andrea Kimi Antonelli | Mercedes                     | 1:05.178           | 1:05.052           | 1:05.276           | 9                |
| 10                          | 10 | Pierre Gasly          | Alpine-Renault               | 1:05.054           | 1:04.846           | 1:05.649           | 10               |
| 11                          | 14 | Fernando Alonso       | Aston Martin Aramco-Mercedes | 1:05.197           | 1:05.128           |                    | 11               |
| 12                          | 23 | Alexander Albon       | Williams-Mercedes            | 1:05.143           | 1:05.205           |                    | 12               |
| 13                          | 6  | Isack Hadjar          | Racing Bulls-Honda RBPT      | 1:05.063           | 1:05.226           |                    | 13               |
| 14                          | 43 | Franco Colapinto      | Alpine-Renault               | 1:05.278           | 1:05.288           |                    | 14               |
| 15                          | 87 | Oliver Bearman        | Haas-Ferrari                 | 1:05.218           | 1:05.312           |                    | 15               |
| 16                          | 18 | Lance Stroll          | Aston Martin Aramco-Mercedes | 1:05.329           |                    |                    | 16               |
| 17                          | 31 | Esteban Ocon          | Haas-Ferrari                 | 1:05.364           |                    |                    | 17               |
| 18                          | 22 | Júki Cunoda           | Red Bull Racing-Honda RBPT   | 1:05.369           |                    |                    | 18               |
| 19                          | 55 | Carlos Sainz Jr.      | Williams-Mercedes            | 1:05.582           |                    |                    | 19               |
| 20                          | 27 | Nico Hülkenberg       | Kick Sauber-Ferrari          | 1:05.606           |                    |                    | 20               |
| 107 % času vítěze: 1:09.199 |    |                       |                              |                    |                    |                    |                  |
| Zdroj:                      |    |                       |                              |                    |                    |                    |                  |

## Závod
Závod se měl uskutečnit 29. června 2025 v 15:00 místního času (UTC+2), start byl ale o 15 minut odložen, jelikož se převodovka Carlose Sainze v zahřívacím kole zasekla na prvním stupni a startovní procedura se musela opakovat. Závod byl proto o jedno kolo zkrácen. Sainz byl odtlačen do boxové uličky, kvůli následnému požáru brzd ale do závodu neodstartoval.
| Poř.   | No. | Jezdec                | Konstruktér                  | Počet kol | Čas/Odstoupení | Start | Body |
| ------ | --- | --------------------- | ---------------------------- | --------- | -------------- | ----- | ---- |
| 1      | 4   | Lando Norris          | McLaren-Mercedes             | 70        | 1:23:47.693    | 1     | 25   |
| 2      | 81  | Oscar Piastri         | McLaren-Mercedes             | 70        | +2.695         | 3     | 18   |
| 3      | 16  | Charles Leclerc       | Ferrari                      | 70        | +19.820        | 2     | 15   |
| 4      | 44  | Lewis Hamilton        | Ferrari                      | 70        | +29.020        | 4     | 12   |
| 5      | 63  | George Russell        | Mercedes                     | 70        | +1:02.396      | 5     | 10   |
| 6      | 30  | Liam Lawson           | Racing Bulls-Honda RBPT      | 70        | +1:07.754      | 6     | 8    |
| 7      | 14  | Fernando Alonso       | Aston Martin Aramco-Mercedes | 69        | +1 kolo        | 11    | 6    |
| 8      | 5   | Gabriel Bortoleto     | Kick Sauber-Ferrari          | 69        | +1 kolo        | 8     | 4    |
| 9      | 27  | Nico Hülkenberg       | Kick Sauber-Ferrari          | 69        | +1 kolo        | 20    | 2    |
| 10     | 31  | Esteban Ocon          | Haas-Ferrari                 | 69        | +1 kolo        | 17    | 1    |
| 11     | 87  | Oliver Bearman        | Haas-Ferrari                 | 69        | +1 kolo        | 15    |      |
| 12     | 6   | Isack Hadjar          | Racing Bulls-Honda RBPT      | 69        | +1 kolo        | 13    |      |
| 13     | 10  | Pierre Gasly          | Alpine-Renault               | 69        | +1 kolo        | 10    |      |
| 14     | 18  | Lance Stroll          | Aston Martin Aramco-Mercedes | 69        | +1 kolo        | 16    |      |
| 15     | 43  | Franco Colapinto      | Alpine-Renault               | 69        | +1 kolo        | 14    |      |
| 16     | 22  | Júki Cunoda           | Red Bull Racing-Honda RBPT   | 68        | +2 kola        | 18    |      |
| Ret    | 23  | Alexander Albon       | Williams-Mercedes            | 15        | Motor          | 12    |      |
| Ret    | 1   | Max Verstappen        | Red Bull Racing-Honda RBPT   | 0         | Kolize         | 7     |      |
| Ret    | 12  | Andrea Kimi Antonelli | Mercedes                     | 0         | Kolize         | 9     |      |
| DNS    | 55  | Carlos Sainz Jr.      | Williams-Mercedes            | 0         | Brzdy          | —     |      |
| Zdroj: |     |                       |                              |           |                |       |      |

Poznámky
1. ↑  Franco Colapinto obdržel penalizaci 5 sekund za vytlačení Oscara Piastriho z trati. Jeho konečná pozice tím nebyla ovlivněna.
2. ↑  Carlos Sainz Jr. do závodu neodstartoval kvůli požáru zadních brzd.

## Průběžné pořadí po závodě
|        | Pořadí | Jezdec          | Body |
| ------ | ------ | --------------- | ---- |
|        | 1      | Oscar Piastri   | 216  |
|        | 2      | Lando Norris    | 201  |
|        | 3      | Max Verstappen  | 155  |
|        | 4      | George Russell  | 146  |
|        | 5      | Charles Leclerc | 119  |
| Zdroj: |        |                 |      |

|        | Pořadí | Konstruktér                | Body |
| ------ | ------ | -------------------------- | ---- |
|        | 1      | McLaren-Mercedes           | 417  |
| 1      | 2      | Ferrari                    | 210  |
| 1      | 3      | Mercedes                   | 209  |
|        | 4      | Red Bull Racing-Honda RBPT | 162  |
|        | 5      | Williams-Mercedes          | 55   |
| Zdroj: |        |                            |      |